# Pete Duel
Pete Duel est un acteur américain, né le 24 février 1940 à Rochester, dans l'État de New York et mort le 31 décembre 1971 à Los Angeles, Californie. 
Il est essentiellement connu dans le monde pour son rôle de cow-boy Hannibal Heyes dans la série Opération danger.

## Vie et carrière
Peter Ellstrom Deuel est l'aîné d'une famille de trois enfants d'un père médecin, le Dr. Ellsworth et de Lillian Deuel (Née Ellstrom). Son frère cadet, Geoffrey est lui aussi devenu acteur et une sœur Pamela. Après avoir fréquenté le Lycée de Penfield, il poursuit des études de lettres et devient diplômé en 1957 de l'université St. Lawrence University. C'est là qu'il prend goût à la comédie et joue dans des pièces de théâtre.

Alors qu'il joue dans une pièce intitulée The Rose Tattoo, son père réalise que Peter a un don inné et qu'il perd son temps dans un domaine d'études qui n'est pas fait pour lui. Il l'encourage à faire carrière en tant que comédien. Dès lors, Peter déménage à New York où il fera partie d'une compagnie itinérante de théâtre à travers la pièce pour diverses représentations de Take Her, She's Mine.

En 1963, Deuel et sa mère partent pour Hollywood afin de commencer sa nouvelle vie. Il trouvera plusieurs rôles à la télévision. En 1965, il a enfin un rôle régulier dans la série télévisée Gidget. Malgré son annulation en 1966, Peter ne se désiste pas et continue à faire des castings. Il est aussitôt choisi pour la comédie Love on a Rooftop. Malgré les bonnes critiques, la chaîne ABC ne renouvelle pas la série. Il participera à de nombreux autres sitcoms et rôle plus sérieux durant cette période.

En 1968, il joue dans un long métrage cinéma aux côtés de Rod Taylor intitulé Tous les héros sont morts et l'année suivante dans Generation aux côtés de David Janssen. En 1970, il participe au film Les Canons de Cordoba avec George Peppard. C'est cette même année que vient la consécration et qu'il est choisi par le producteur Glen A. Larson pour incarner Hannibal Heyes dans Opération Danger aux côtés de Ben Murphy. La série va connaître un certain succès mais dans les premières heures du jour du 31 décembre 1971, son corps est retrouvé par sa fiancée Dianne Ray dans sa propriété sur les collines de Hollywood.

D'après les examens cliniques, il semblerait qu'il se soit donné un coup de revolver avec une arme de poing. Le témoignage de sa compagne indique qu'aux environs de minuit, Duel s'est levé et dirigé vers une autre pièce. Aussitôt avertie par le bruit du coup de feu,  la jeune femme s'est précipitée et a trouvé le corps inanimé de l'acteur. Selon le témoignage de proches, l'acteur était devenu dépressif à cause d'un problème d'alcool. Il avait été arrêté au mois de juin par la police à la suite d'une agression sur deux personnes. La version officielle reste à ce jour le suicide.

Le 2 juin 1972, une cérémonie a lieu à Pacific Palisades. Son corps sera inhumé au cimetière d'Oakwood à Penfield dans l'état de New York. Après son décès, c'est l'acteur Roger Davis qui reprendra le rôle d'Hannibal Heyes. Une décision que bon nombre de fans de la série n'acceptèrent pas et qui la fera annuler en 1973.

## Filmographie

### Séries télévisées
- 1963 : Channing : Josh Drake
- 1964 : Combat ! : Szigeti
- 1964 : Gomer Pyle : USMC : Le premier homme
- 1964 : Mickey : Crazy Hips McNish
- 1964 : 12 O'Clock High : Lieutenant Jake Benning
- 1965 : 12 O'Clock High : Lieutenant Ditchick
- 1965 : Le Fugitif : Buzzy
- 1965 : Sur la piste du crime : Wayne Everett Powell
- 1965 : Gidget : John Cooper (23 épisodes)
- 1966 : Love on a Rooftop : David Willis (30 épisodes)
- 1967 : Sur la piste du crime : Mike James
- 1968 : L'Homme de fer : Jonathan Dix
- 1968 : Le Virginien : Jim Dewey
- 1968 : Les Règles du jeu : Chernin
- 1969 : Le Virginien : Denny Todd
- 1969 : Docteur Marcus Welby : Lew Sawyer
- 1970 : Insight : Edward
- 1970 : Matt Lincoln : Père Nicholas Burrell
- 1970 : The Interns : Fred Chalmers
- 1970 : The Young Lawyers : Dom Acosta
- 1970 : The Bold Ones: The Lawyers : Jerry Purdue
- 1970 : The Psychiatrist : Casey Poe
- 1971 : The Psychiatrist : Casey Poe
- 1971 : Docteur Marcus Welby : Roger Nastili
- 1971 : Les Règles du jeu : Ted Sands
- 1971 : Opération Danger : Hannibal Heyes (33 épisodes)

### Téléfilms
- 1965 : Diamond Jim : Skulduggery in Samantha de John Peyser : Wild Youth
- 1970 : The Young Country de Roy Huggins : Honest John Smith
- 1971 : How to Steal an Airplane de Leslie H. Martinson : Sam Rollins
- 1972 : The Scarecrow de Boris Sagal : Richard Talbot

### Films de cinéma
- 1965 : W.I.A. Wounded In Action de Irving Sunasky : Soldat Myers
- 1968 : Tous les héros sont morts (The Hell with Heroes) de Joseph Sargent : Mike Brewer
- 1969 : Generation de George Schaefer : Walter Owen
- 1970 : Les Canons de Cordoba de Paul Wendkos : Andy Rice